# Mahtra
Koordinaten: 59° 5′ N, 25° 1′ O
Mahtra (deutsch Machters) ist ein Dorf (estnisch küla) in der estnischen Landgemeinde Juuru im Kreis Rapla.

## Lage und Geschichte
Mahtra liegt 39 Kilometer südöstlich der estnischen Hauptstadt Tallinn. Es wurde 1241 erstmals unter dem Namen Mataros urkundlich erwähnt.
Das Dorf hat 92 Einwohner (Stand 2010). In der Nähe des Dorfes befindet sich das fast 10.000 Hektar große Moorgebiet von Mahtra (Mahtra raba). Ein Teil davon steht unter Naturschutz.
Die Geschichte Mahtras und das Landleben in Estland stellt das Bauernmuseum des Dorfes (Mahtra talurahvamuuseum) dar. Es wurde im Juli 1970 eingeweiht. Die Dauerausstellung gibt einen Überblick über das bäuerliche Leben im Estland des 19. Jahrhunderts. Ein Schwerpunkt der Ausstellung liegt auf dem Bauernaufstand von Mahtra.

## Bauernaufstand von Mahtra 1858
Mahtra ist in der estnischen Geschichtsschreibung vor allem wegen des dortigen Bauernaufstands (Mahtra sõda) bekannt, der von Mai bis Juli 1858 dauerte. Der Aufstand stellt eine lokal begrenzte Erhebung der estnischen Landbevölkerung gegen feudalistischen Privilegien der deutschbaltischen Oberschicht dar.
Die Leibeigenschaft wurde in Estland im Mai 1816 und in Livland im März 1819 nach dem Krieg gegen Napoleon abgeschafft (in ganz Russland erst 1861). Dennoch wurde keine Landreform durchgeführt. Der Grundbesitz verblieb größtenteils in der Hand der deutschbaltischen Adligen. Auch die Corvée blieb bis 1876 erhalten. Dadurch waren die Bauern verpflichtet, weiterhin unbezahlte Arbeiten für den Gutsherrn zu leisten.
Große Hoffnungen setzten die estnischen Bauern in die neuen Agrarregelungen des Zaren Alexanders II. vom März 1856. Die Bauern versprachen sich von dem neuen Gesetz die Abschaffung bestimmter Frondienste für ihre Grundherren. Sie wurden allerdings enttäuscht. Die Bauern von Kurisoo und Anija, die nach Tallinn reisten, um die neuen Regelungen überprüfen zu lassen, wurden in der estnischen Hauptstadt öffentlich ausgepeitscht.
Im April 1858 verweigerten die estnischen Bauern die Fronarbeit auf 18 Gutshöfen in Nordestland, auch in Mahtra. Sie beriefen sich dabei auf ihre (falsche) Auslegung des Bauerngesetzes, das sie ihrer Ansicht nach von bestimmten Frondiensten wie Saison- und Bauarbeiten freistellte. Diese Ansicht teilten allerdings weder die russischen Behörden noch der deutschbaltische Adel.
Als sich die nordestnischen Bauern weiterhin weigerten, die bisherigen Frondienste zu erfüllen, entsandte das russische Militär Ende Mai 1858 ein 50-köpfiges Militärkommando, um für Ordnung zu sorgen. Die Bauern von Mahtra setzten diesem überraschend erbitterten Widerstand entgegen. Zusammen mit anderen Bauern aus der Umgebung stellten sie sich mit 700 bis 800 Männern den Soldaten entgegen. Sie belagerten den Gutshof Mahtra, in dem sich die russischen Soldaten verschanzt hatten, und forderten den Abzug der russischen Truppen. Die Lage eskalierte.
Bei gewaltsamen Auseinandersetzungen am 21. Maijul. / 2. Juni 1858greg. kamen zehn estnische Bauern ums Leben, weitere wurden verletzt. Auch der Befehlshaber der russischen Soldaten, Hauptmann Bogutski, wurde getötet; zahlreiche Soldaten verletzt. Die Bauern unterlagen bei dem ungleichen Schusswechsel. Ab dem 23. Maijul. / 4. Juni 1858greg. setzten 1.100 zaristischen Soldaten die Teilnehmer am Bauernaufstand fest, beendete den Aufstand und verbrachte etwa 65 Teilnehmer in das Gefängnis der estnischen Hauptstadt Tallinn.
Die Urteile waren hart. Ein Gericht aus deutschbaltischen Adligen verurteilte 59 aufständische Bauern zum Tode durch Erschießung. Die Todesurteile wurden später durch den russischen Generalgouverneur Suworow abgemildert und für 44 Bauern in Körperstrafen umgewandelt. 35 Personen wurden zusätzlich zu Zwangsarbeit im Bergbau verurteilt oder nach Sibirien verbannt. 21 Bauern wurden freigelassen.
Die Durchführung der Körperstrafen fand bei zehn Grad unter Null am 10. Februarjul. / 22. Februar 1859greg. unter dem Schutz von 900 russischen Soldaten in Mahtra statt. Die beiden estnischen Anführer, Ado Andrei und Peeter Oleander, erhielten 1.000 Hiebe. Zehn Bauern wurden in die Verbannung nach Sibirien geschickt. Ihnen folgten ihre neun Frauen und 23 Kinder.
Ein Denkmal erinnert heute an den Bauernaufstand von Mahtra. Es wurde zum 75. Jahrestag des Bauernaufstands am 4. Juli 1933 durch den estnischen Parlamentspräsidenten Karl Einbund eingeweiht. Der Gedenkstein trägt die Inschrift „1858 Mahtra sõda mälestuseks 1933 / Siin võitles Eesti talupoeg tõe, õiguse ja vabaduse eest!“ („1858 Zur Erinnerung an den Krieg von Mahtra 1933 / Hier kämpfte der estnische Bauer für Wahrheit, Recht und Freiheit!“). Daneben wurden 1958 in Mahtra drei weitere Gedenksteine errichtet, die unter anderem die Namen der estnischen Aufständischen enthalten und an den Ort der Bestrafungen erinnern.
Der viel gelesene Roman Mahtra sõda („Der Krieg von Mahtra“, deutsche Ausgabe: Aufruhr in Machtra, 1952) des estnischen Schriftstellers Eduard Vilde von 1902 hat die Ereignisse in der Literatur verarbeitet.

## Gut Mahtra
Das Rittergut Mahtra wurde zwischen 1468 und 1480 gegründet. Es gehörte im Laufe der Jahrhunderte verschiedenen deutschbaltischen Eigentümern, unter anderem den adligen Familien Fersen, Huecke, Ruckteschell und Riesenkampff. 1853 stand es im Besitz Constantin von Helffreichs. Letzter deutschbaltischer Eigentümer des relativ kleinen Guts war vor der Enteignung im Zuge der estnischen Landreform von 1919 Alexander Konstantin von Barlöwen.
Ein Großteil der meist schlichten Gutsgebäude ist nicht mehr erhalten. Zu sehen sind heute noch eine Scheune und die Ruine einer historischen Holländerwindmühle.